# NCIS: Origins
Pour les articles homonymes, voir NCIS.
Production
Diffusion
Chronologie
NCIS: Sydney NCIS: Tony & Ziva
NCIS: Origins est une série télévisée américaine, créée par Gina Lucita Monreal et David J. North, d'après les personnages créés par Donald Paul Bellisario et Don McGill.
Elle est diffusée à partir du 14 octobre 2024 sur le réseau CBS et au Canada sur le réseau Global.
Sixième série de la franchise NCIS, il s'agit d'une série dérivée préquelle de la série principale, NCIS : Enquêtes spéciales. Elle raconte les jeunes années de Leroy Jethro Gibbs au sein du NIS (futur NCIS).

## Synopsis
En 1991, le jeune Leroy Jethro Gibbs fait ses débuts d'agent spécial au sein du Naval Investigative Service (NIS) — futur NCIS — sur la base de Camp Pendleton en Californie. Il tente de se faire une place dans l'équipe hétéroclite dirigée par Mike Franks.

## Distribution

### Acteurs principaux
- Austin Stowell : Leroy Jethro Gibbs[4], agent spécial du NIS
  - Mark Harmon : Leroy Jethro Gibbs, ancien agent du NCIS et narrateur de la série
- Mariel Molino : Lala Dominguez, agent spécial du NIS
- Kyle Schmid : Mike Franks, agent spécial du NIS
- Caleb Martin Foote : Benjamin « Randy » Randolf, agent spécial du NIS
- Tyla Abercrumbie : Mary Jo Sullivan, agent responsable des opérations
- Diany Rodriguez : Vera Strickland, agent spécial du NIS

### Acteurs secondaires
- Patrick Fischler : Cliff Wheeler, chef d'équipe du bureau du NIS à Pendleton
- Robert Taylor : Jackson Gibbs, père de Jethro
- Daniel Bellomy : Granville “Granny” Dawson, agent du NIS et assistant du local à preuves
- Julian Black Antelope : Témet Téngalkat, médecin légiste
- Lori Petty : Lenora Friedman, assistante de médecin légiste
- Bobby Moynihan : Woodrow "Woody" Browne, expert scientifique
- Tonantzin Carmelo : Tishmal “Tish” Kwa’ la, petite amie de Franks

## Production

### Genèse et développement
L'idée de départ vient de Sean Harmon, fils de Mark Harmon, qui a interprété à plusieurs reprises la version jeune de Leroy Jethro Gibbs dans quelques épisodes de NCIS : Enquêtes spéciales. Sean Harmon explique : « Le personnage de Gibbs a joué un rôle important dans ma vie pendant 20 ans, à la fois en regardant mon père créer le rôle et en ayant eu l’honneur de jouer moi-même le jeune Gibbs. J’ai toujours pensé qu’il y avait une histoire qui valait la peine d’être racontée sur ses premières années, donc je suis ravi de jouer un rôle de producteur aux côtés de Gina et David et mon père alors que nous racontons cette histoire et révélons une nouvelle facette de ce personnage bien-aimé. »

### Attribution des rôles
Le 4 mars 2024, on apprend que l'acteur Austin Stowell est choisi pour incarner Leroy Jethro Gibbs.
Le 15 mars 2024, Mariel Molino est choisie pour interpréter la jeune marine, Lala Dominguez.
Le 21 mars 2024, Kyle Schmid est annoncé comme étant Mike Franks.
Le 18 avril 2024, on apprend que Robert Taylor jouera Jackson Gibbs, le père de Gibbs. Tandis que le même jour, nous apprenons que Daniel Bellomy jouera l'agent spécial Granville « Granny » Dawson et que Caleb Martin Foote jouera l'agent spécial Benjamin « Randy » Randolf.
Le 14 juillet 2024, on apprend que Lori Petty et Bobby Moynihan rejoignent le casting de la série en tant que médecin légiste et son adjoint.

### Historique
Le 20 février 2025, la série est renouvelée pour une deuxième saison.

### Fiche technique
Sauf indication contraire, les informations mentionnées dans cette section peuvent être confirmées par la base de données cinématographiques IMDb,  présente dans la section « Liens externes ».
- Titre original : NCIS: Origins
- Scénario : Gina Lucita Monreal et David J. North
- Production : Mark Harmon, Sean Harmon, Gina Lucita Monreal et David J. North
- Sociétés de production : CBS Studios

## Épisodes

### Première saison (2024-2025)
1. Enter Sandman (1re partie)
2. Enter Sandman (2e partie)
3. Bend, Don't Break
4. All's Not Lost
5. Last Rites
6. Incognito
7. One Flew Over
8. Sick As Our Secrets
9. Vivo o Muerto
10. Blue Bayou[11]
11. Flight of Icarus
12. Touchstones
13. Monsoon
14. To Have and to Hold
15. From the Ashes
16. Bugs
17. Darlin', Don't Refrain
18. Cecilia

### Deuxième saison (2025-2026)
Elle est prévue pour la saison 2025-2026. La diffusion débute le 14 octobre 2025 sur CBS.